# Convulsión
La convulsión es, en medicina humana y veterinaria, un síntoma transitorio caracterizado por actividad neuronal excesiva a nivel cerebral, lo que conlleva a hallazgos físicos peculiares como la contracción y distensión repetida y temblorosa de uno o varios músculos de forma brusca y generalmente violenta, así como de alteraciones del estado mental del sujeto y trastornos psíquicos tales como déjà vu o jamais vu. Una crisis epiléptica que persiste por varios minutos se conoce como status epilepticus, mientras que la epilepsia es la recurrencia de crisis epilépticas de manera crónica. 
Aproximadamente 4 % de la población tendrá una crisis epiléptica no provocada antes de la edad de los 80 años y entre 30 y 40 % de ellos —o de acuerdo con un estudio, un 50 % de los pacientes— tendrá una segunda crisis epiléptica. El tratamiento efectivo puede reducir a la mitad el riesgo de aparición de una nueva crisis epiléptica. Los pacientes con epilepsia tienen un riesgo de muerte dos o tres veces mayor que el esperado en una población de similares características, pero sin epilepsia.
El tratamiento de una crisis epiléptica es parte de la especialidad de neurología y el estudio de las epilepsias es ámbito de la neurociencia. Existen especialistas dedicados exclusivamente a la epilepsia en adultos y en niños, los cuales son llamados epileptólogos.
Las crisis epilépticas se asocian a varios trastornos y enfermedades neurológicas, entre los que el más habitual y conocido es la epilepsia. Sin embargo, una excesiva asociación entre convulsiones y epilepsia puede haber llevado a que un 30 % de los diagnosticados como epilépticos y medicados por ello no sean sino padecedores de un ataque concreto debido a la ansiedad (según la revista Neurology en su número 13).

## Clasificación

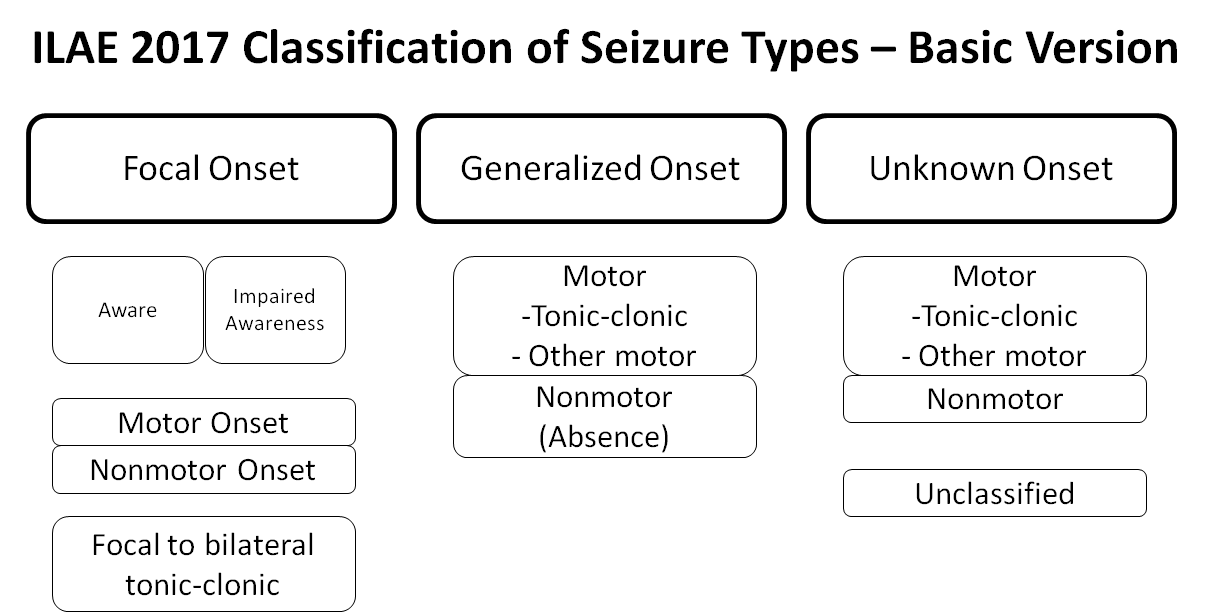
Clasificación de las crisis epilépticas, ILAE 2017

A partir del 2017, las crisis epilépticas se clasifican según si su inicio es focal, generalizado o desconocido, y según si son de inicio motor o no motor. Las crisis de inicio focal a su vez se clasifican según si presentan o no compromiso de consciencia. Generalmente, pero no siempre, las crisis focales están asociadas con trastornos que causan anormalidades estructurales y localizadas del cerebro, mientras que las crisis generalizadas pueden ser la consecuencia de anormalidades celulares, bioquímicas o estructurales que tienen una distribución mucho más amplia.

## Patogenia
Las crisis epilépticas son manifestaciones súbitas de las descargas eléctricas sincrónicas de un grupo de neuronas de la corteza cerebral o bien de la corteza en general. Una crisis epiléptica suele ser el resultado de un desbalance repentino entre las fuerzas excitatorias e inhibitorias de la red de neuronas de la corteza a favor neto de la excitación cortical sin inhibición sincronizada del potencial excitatorio. Las crisis epilépticas pueden provocar manifestaciones motoras (automatismos, mioclonías, clonias, entre otras) y no motoras (autonómicas, cognitivas, emocionales, entre otras).
Las crisis epilépticas pueden estar relacionadas con un evento temporal o gatillante de la crisis, tal como exposición a fármacos o drogas como la cocaína, anfetaminas, o al contrario, la abstinencia del hábito de consumir drogas, licor o fármacos, tales como barbitúricos y benzodiazepinas, una fiebre alta en niños o niveles anormales de sodio o glucosa en la sangre. Las convulsiones pueden ser un síntoma de enfermedad celíaca o sensibilidad al gluten no celíaca no diagnosticada, que pueden dañar el sistema nervioso y cursar sin síntomas digestivos apreciables. En otros casos, una lesión al cerebro, por ejemplo, un accidente cerebrovascular o un traumatismo en el cráneo, provoca la excitación anormal de las neuronas cerebrales.
En algunas personas, puede haber factores hereditarios que afectan de tal manera a las neuronas del cerebro que conlleva a que se presente una disposición a las crisis epilépticas. En estos casos, las crisis suceden espontáneamente, sin una causa inmediata y se repiten con el tiempo. En otros casos, puede haber malformaciones del desarrollo cerebral originadas durante la embriogénesis.
Otras causas frecuentes de crisis epilépticas abarcan:
- Tumores cerebrales y otras lesiones estructurales del cerebro, como el aumento de la presión intracerebral.[10]
- Enfermedades que causan deterioro del cerebro.
  - Demencia, como la enfermedad de Alzheimer.
  - Insuficiencia hepática o renal.
- Infecciones (absceso cerebral, meningitis, encefalitis, neurosífilis o sida, entre otros).
- La fenilcetonuria puede causar crisis epilépticas en los bebés.

### Crisis focales
La principal característica clínica neuronal de las convulsiones focales es la aparición en el electroencefalograma de un patrón de actividad epileptiforme interictal, es decir, una onda puntiaguda. Ello correlaciona con una descarga celular de las neuronas corticales llamada cambio de despolarización paroxística, caracterizada por una despolarización prolongada dependiente de calcio que resulta en la aparición de múltiples potenciales de acción mediadas por el sodio, seguida de una hiperpolarización prominente más allá de los niveles basales del potencial de reposo. Cuando varias neuronas se suman en actividades epileptiforme interictales de manera sincronizada, el electroencefalograma registra una punta interictal.

## Cuadro clínico de la crisis epiléptica
La producción de una crisis epiléptica y su expresión sintomática difiere dependiendo de la zona neuronal afectada. Si la red neuronal afectada es la corteza visual, las manifestaciones clínicas se expresarán en manifestaciones visuales. Y así con otras regiones de la corteza: gustativas, sensitivas o motoras.
Las convulsiones se asocian con frecuencia con contracciones involuntarias y repentinas de un grupo de músculos y pérdida de consciencia y trastornos del comportamiento. Una crisis epiléptica puede durar desde unos segundos hasta un estado epiléptico, una crisis epiléptica, motora o no motora, que no suele detenerse sin intervención médica. Sin embargo, una crisis epiléptica puede ser tan sutil como el entumecimiento de una parte del cuerpo, una pérdida breve o de largo plazo de la memoria, parpadeos o destellos luminosos, el percibir olores desagradables, una extraña sensación epigástrica o una sensación de miedo o temor con un estado de confusión que en algunos casos conduce a la muerte durante la crisis. Después de una crisis epiléptica, suele seguirla un estado de desorientación o amnesia de pocos minutos u horas de duración, denominado estado post ictal.
Algunos pacientes son capaces de decir cuando una crisis está a punto de ocurrir. Algunos de los síntomas experimentados por la persona antes de una crisis incluyen mareo, presión en el pecho, reversión ocular, la vivencia momentánea de que las cosas se mueven en cámara lenta y algunos pacientes emiten un grito agudo e intenso justo antes de la convulsión. En algunos casos, la aparición de una crisis se ve precedida por algunas de las sensaciones anteriormente descritas. Dichas sensaciones pueden entonces servir de advertencia al paciente de que una crisis epiléptica está a punto de ocurrir. Estas «sensaciones de alerta» son llamadas en conjunto aura, y corresponden al inicio de la crisis.
Los síntomas experimentados por una persona durante una crisis, así como la naturaleza del aura, dependerá de que área del cerebro se ve afectada con trastornos de la actividad eléctrica.
Si la crisis se originó por descargas a nivel del lóbulo temporal, el paciente suele tener sensaciones extrañas abdominales o un déjà vu o bien olores o sabores pocos frecuentes, así como sentimientos repentinos de felicidad o tristeza. Si ocurre en el lóbulo frontal, suele sentirse una oleada en la cabeza, rigidez o temblores en alguna parte del cuerpo, como un brazo o una mano. Las del lóbulo parietal pueden incluir pérdida de sensibilidad o hormigueo en alguna parte del cuerpo o que una de las extremidades le parece más pesada o liviana que lo acostumbrado. Mientras que del lóbulo occipital se puede asociar con trastornos visuales como luces destellantes o de colores brillantes y alucinaciones.
Estudios recientes muestran que las crisis epilépticas durante el sueño suceden más a menudo de lo que se pensaba. El paciente con una crisis tónico-clónica puede presentar un compromiso de consciencia, caer al suelo, convulsionar, a menudo de forma violenta y tornarse cianótico.  Una persona que tiene una crisis focal con compromiso de consciencia puede parecer estar confundido o aturdido y no ser capaz de responder a las preguntas u órdenes que se le den. Algunas personas tienen crisis que no son perceptibles por los demás. A veces, el único indicio de que una persona está teniendo una crisis no es más que un rápido parpadear, confusión extrema de unos segundos de duración o, a veces por horas.

### Cuadro clínico de las crisis febriles
Una crisis febril suele ocurrir cuando existe un rápido aumento de la temperatura corporal a 39 °C o más, siendo habitualmente crisis tónico-clónicas generalizadas. Comienza con una pérdida repentina de la conciencia, seguido por una contracción de los músculos de tipo rigidez tónica, seguido por movimientos clónicos de generalmente 10-30 segundos de duración, pero la crisis en total puede durar hasta 15 minutos o puede no ceder, constituyendo un estado epiléptico febril. Por lo general, le sigue un período de somnolencia.

#### Crisis febriles simples
Una convulsión febril simple se presenta cuando en un niño se produce una convulsión generalizada, al menos de 15 minutos, y dentro de las 24 horas no se repite. Además, el niño no tuvo previamente una afectación neurológica y el episodio febril se origina fuera del sistema nervioso central. Los niños con convulsiones febriles simples no conllevan aumento de riesgo de epilepsias más adelante en su vida en comparación con sus contemporáneos que no han tenido convulsiones, a menos que haya antecedentes familiares positivos de epilepsia, una primera crisis febril antes de los 9 meses de edad, retraso en el desarrollo psicomotor o un trastorno neurológico preexistente. Se calcula que alrededor de 75 a 80 % de las convulsiones febriles son simples. Afortunadamente, las convulsiones febriles simples son inofensivas y no existe evidencia de que dichas convulsiones causen la muerte, lesiones cerebrales, epilepsia, retardo mental, disminución del cociente intelectual o problemas de aprendizaje.

#### Crisis febriles complejas
Las convulsiones febriles complejas o atípicas es donde tiene una convulsión de duración superior a 15 minutos o convulsiones repetidas dentro de las 24 horas del primer episodio. Después de una convulsión febril complicada, el riesgo de epilepsia de repetición más adelante en la vida es un poco más elevado. Si las convulsiones se repitieran se comenzaría un tratamiento farmacológico y se debería investigar la causa. Existen epilepsias poco frecuentes como el síndrome de Dravet o la epilepsia en niñas (síndrome epiléptico en niñas con/sin retraso mental) en el que la fiebre es un desencadenante importante de crisis, también existen las llamadas GEF++ (convulsiones febriles plus), sin embargo, la mayoría de las convulsiones febriles son benignas.
Hay otras denominaciones para las convulsiones febriles complejas, como son: convulsiones atípicas, convulsiones en cadena o un término traducido de forma literal del inglés "convulsiones de racimo" o convulsiones en serie, este tipo de convulsiones son convulsiones ocurre cuando hay muchas convulsiones en un solo día, se puede dar en distintos tipos de epilepsia, pero son muy frecuentes en el síndrome de Dravet o la epilepsia en niñas (síndrome epiléptico en niñas con/sin retraso mental).

## Tratamiento
La principal recomendación para pacientes con convulsiones recurrentes no provocadas es el anticonvulsivante. Si un individuo ha tenido más de 1 episodio convulsivo, se indica la administración del anticonvulsivantes. Por el contrario, la principal recomendación para pacientes con su primer y único episodio convulsivo es el evitar los precipitantes más importantes, incluyendo el licor y la falta de sueño sin la indicación de anticonvulsivantes a menos que el sujeto tenga factores de riesgo para una recurrencia, otra cosa que el paciente tiene que evitar son los golpes, es la mayor causa de convulsiones. Los principales marcadores de un elevado riesgo de recurrencia, desde un 15 a un 70 % mayor que la población general, incluyen imágenes anormales en la resonancia magnética, un registro anormal en el electroencefalograma realizado durante la vigilia o que la convulsión haya sido focal.
Algunos antiepilépticos, entre ellos la lamotrigina, el topiramato, el ácido valproico y la zonisamida tienen múltiples mecanismos de acción, mientras que otros, como la fenitoína, carbamazepina y la etosuximida solo tienen un mecanismo de acción.
La dieta sin gluten en niños con enfermedad celíaca o sensibilidad al gluten no celíaca consigue un mejor control de las crisis, lo que permite una reducción en la medicación. La eficacia de la dieta depende de la prontitud del diagnóstico; se consiguen los mejores resultados cuanto menor sea el retraso en la retirada del gluten de la dieta.

### Crisis de ausencia
Las convulsiones de ausencia solas suelen ser tratadas con etosuximida. Si se acompaña de otras formas de convulsiones, se suele indicar valproato, lamotrigina o topiramato. No se indican la carbamazepina, gabapentina o tiagabina, porque se ha demostrado que son medicamentos que exacerban las crisis de ausencias.